# Jan Zygmunt Jakubowski
Jan Zygmunt Jakubowski (ur. 23 czerwca 1909 w Płocku, zm. 11 października 1975 w Warszawie) – polski historyk literatury polskiej.

## Życiorys
Był synem Aleksandra Jakubowskiego i Konstancji z d. Kamińskiej. Był uczniem Gimnazjum im. Marszałka Stanisława Małachowskiego w Płocku, w 1928 zdał egzamin maturalny i następnie rozpoczął studia polonistyczne na Uniwersytecie Warszawskim. Po ukończeniu w 1934 studiów pracował jako nauczyciel Warszawie i następnie Łodzi. Od 1937 był członkiem redakcji pisma „Prace Polonistyczne”.
Walczył w kampanii wrześniowej, następnie przebywał na Rzeszowszczyźnie, gdzie uczestniczył w tajnym nauczaniu. W 1942 został aresztowany przez Gestapo, następnie był więźniem obozów w Auschwitz i Buchenwaldzie.
W 1945 powrócił do Polski, w 1946 otrzymał stopień doktora filozofii na podstawie pracy Stanisław Witkiewicz jako pisarz napisanej pod kierunkiem Juliusza Kleinera. W latach 1946–1947 redagował pismo Polonista, od 1948 pismo Polonistyka. W latach 1947–1951 wykładał w Państwowej Wyższej Szkole Pedagogicznej w Łodzi. W 1948 należał do założycieli Instytutu Badań Literackich PAN, tam do 1956 kierował Pracownią Podręcznika Szkolnego Historii Języka Polskiego. Od 1949 był zastępcą profesora na Uniwersytecie Łódzkim, od 1951 wykładał na Uniwersytecie Warszawskim, gdzie od 1952 kierował Katedrą Historii Literatury Polskiej. W 1954 został profesorem nadzwyczajnym, w 1968 profesorem zwyczajnym. W latach 1968–1974 był dyrektorem Instytutu Filologii Polskiej UW.
Był redaktorem pism „Życie Szkoły Wyższej” (1953–1957), „Przegląd Humanistyczny” (od 1957), „Poezja” (1965–1973). Był także działaczem organizacji kombatanckiej ZBoWiD, od 1969 był członkiem Prezydium Zarządu Głównego, a od maja 1972 był wiceprezesem Rady Naczelnej ZBoWiD. Należał do Polskiej Zjednoczonej Partii Robotniczej. Był członkiem Komitetu Uczelnianego PZPR na Uniwersytecie Warszawskim. Od 1971 był członkiem Obywatelskiego Komitetu Odbudowy Zamku Królewskiego w Warszawie.
Został pochowany na cmentarzu Wojskowym na Powązkach (kwatera C4-tuje-12). Dla uczczenia pamięci prof. Jana Z. Jakubowskiego minister oświaty i wychowania ufundował w 1976 doroczną nagrodę jego imienia.

## Odznaczenia
- Order Sztandaru Pracy I klasy[8]
- Krzyż Komandorski Orderu Odrodzenia Polski[9]
- Krzyż Oficerski Orderu Odrodzenia Polski (1965)
- Krzyż Kawalerski Orderu Odrodzenia Polski (1956)
- Medal Komisji Edukacji Narodowej (1970)[1]
- Medal pamiątkowy z okazji 200-lecia Komisji Edukacji Narodowej (1974)[10]

## Życie prywatne
Żonaty, żona Zofia Jakubowska (1907−2001). 